# Keyhaven
Keyhaven est un hameau sur la côte sud de l'Angleterre dans le comté de Hampshire. C'est un village de pêcheurs, mais le commerce est en déclin depuis plusieurs années et son principal attrait est maintenant le tourisme, en particulier la voile.

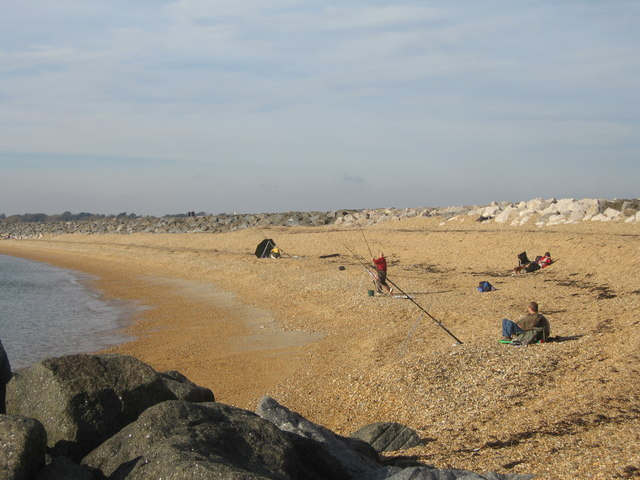
Pêche à Hurst Beach.

## Vue d'ensemble
Keyhaven se situe dans le district de New Forest et se trouve juste à l'intérieur des frontières du parc national New Forest. Il est situé dans la paroisse civile de Milford-on-Sea et se trouve à une extrémité de la plage de shingle, sur la rive d'Hurst Spit qui mène à Hurst Castle. Keyhaven attire les visiteurs par sa nature exceptionnelle, ses vues sur le Solent et l'abondance de terres agricoles ouvertes. 
À l'est de Keyhaven, se trouve la réserve naturelle des marais de Keyhaven.

## Histoire
Le nom Keyhaven signifie « port où les vaches sont expédiées » ; OE cū (génitif cȳ) + hæfen. Les bovins et les moutons ont été transportés de l'île de Wight vers les prairies entourant la rivière  Avon autour de  Christchurch.
Keyhaven a été un port dès 1206.

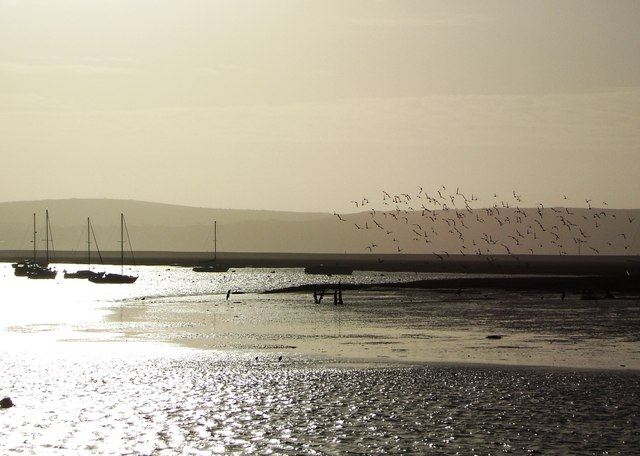
Soleil d'hiver à Keyhaven

Il semble y avoir eu deux domaines seigneuriaux, l'un détenu par l'abbaye de Bath et l'autre par l'évêque de Salisbury.
Les terres de l’abbaye de Bath ont été conservées jusqu’à la  Dissolution, mais au XVIIe siècle, il semble que les deux manoirs ont été fusionnés et en 1802, le domaine fut acheté par  Sir John D'Oyly. Il le vendit ensuite et au XIXe siècle il est passé, comme d'autres terres dans la région, à William Cornwallis-West.
Comme le reste de la région de West Solent, une importante industrie du sel s'est développée peu après la conquête normande de l'Angleterre. Celle-ci avait disparu en 1400 mais a été relancée au XVIIe siècle avec l'introduction de nouvelles techniques.
Dans les années 1930, une proposition a été faite de faire circuler un [ferry de voitures] entre Keyhaven et  Fort Victoria sur l'île de Wight. Un acte du parlement a été obtenu en 1936 mais un manque de fonds a entraîné l'abandon de la proposition en 1938.
En 1976, un grand incendie s'est déclaré dans les marais à l'est de la rivière Keyhaven. L'incendie a presque détruit deux bungalows mais a été freiné par les efforts de nombreux habitants et des pompiers de Lymington.